# Hazel Byford
Pour les articles homonymes, voir Byford.
Hazel Osborne Byford (née le 14 janvier 1941) est une femme politique qui siège à la Chambre des lords, où elle a été Porte-parole de l'opposition pour l'alimentation, l'agriculture et les affaires rurales de 1997 à 2007. Elle siège en tant que conservatrice.

## Biographie
Son père, Sir Cyril Osborne (en), est député conservateur de Louth, Lincolnshire de 1945 à 1969. Elle épouse, en 1962, Charles Barrie Byford (1931–2013). Elle est élevée à la pairie à vie comme baronne Byford, de Rothley dans le comté de Leicestershire en 1996, ayant été nommée Dame de l'Ordre de l'Empire britannique (DBE) en 1994.
Byford est présidente de Young Leicestershire, patronne honoraire de la Brigade des Church Lads et des Church Girls ainsi que présidente des Royal Agricultural Societies of England.
De 2007 à 2010, elle est présidente de la Royal Association of British Dairy Farmers . Elle est membre de la Royal Agricultural Society et chanoine honoraire de la Cathédrale de Leicester, présidente du Leicester Cathedral Council. Elle est également présidente du Women's Farming Union, du National Farm Attractions Network et de l'Institut des secrétaires et administrateurs agricoles.
Byford est lieutenant adjoint du Leicestershire. Elle est directrice de la Worshipful Company of Farmers et est maître de l'entreprise en 2013/2014  dans la ville de Londres et reste encore aujourd'hui un membre actif de la confrérie.
En 2008, Byford reçoit un doctorat honorifique en sciences (Hon DSc) de l'Université de Nottingham Trent en reconnaissance de sa contribution et de son engagement exceptionnels envers l'agriculture et la vie rurale. Elle détient également des doctorats honorifiques de l'Université Lincoln, de l'Université de Leicester et de l'Université Harper Adams.